# مارجريت سولفان
مارجريت سولفان (بالإنجليزية: Margaret Sullavan) (و. 1909 – 1960 م) هي ممثلة أفلام، وممثلة مسرحية أمريكية، ولدت في نورفولك، فيرجينيا، توفيت في نيو هيفن، كونيتيكت، عن عمر يناهز 51 عاماً، بسبب جرعة زائدة.

## التعليم
تعلمت في Chatham Hall ‏.

## وصلات خارجية
- مارجريت سولفان على موقع IMDb (الإنجليزية)
- مارجريت سولفان على موقع الموسوعة البريطانية (الإنجليزية)
- مارجريت سولفان على موقع روتن توميتوز (الإنجليزية)
- مارجريت سولفان على موقع ألو سيني (الفرنسية)
- مارجريت سولفان على موقع ميوزك برينز (الإنجليزية)
- مارجريت سولفان على موقع تيرنر كلاسيك موفيز (الإنجليزية)
- مارجريت سولفان على موقع أول موفي (الإنجليزية)
- مارجريت سولفان على موقع قاعدة بيانات برودواي على الإنترنت (الإنجليزية)
- مارجريت سولفان على موقع قاعدة بيانات برودواي على الإنترنت (الإنجليزية)
- مارجريت سولفان على موقع قاعدة بيانات الأفلام السويدية (السويدية)